# 特牛駅
特牛駅（こっといえき）は、山口県下関市豊北町大字神田字大場ヶ迫にある、西日本旅客鉄道（JR西日本）山陰本線の駅である。

## 歴史

### 年表
- 1928年（昭和3年）9月9日：鉄道省小串線（現・山陰本線）滝部駅 - 阿川駅間延伸時に開設、客貨取扱開始[1]。
- 1933年（昭和8年）2月24日：小串線が山陰本線に編入、同線所属となる。
- 1961年（昭和36年）8月1日：貨物取扱廃止[1]。
- 1971年（昭和46年）12月20日：荷物扱い廃止[2]。直営駅から簡易委託駅化[3][4][5]。
- 1987年（昭和62年）4月1日：国鉄分割民営化に伴い、JR西日本の駅となる[1]。
- 2023年（令和5年）
  - 7月1日：大雨の影響で長門粟野駅 - 阿川駅間の粟野川橋梁が傾斜する[6]等の被害を受けたため、当駅を含む長門市駅 - 小串駅間で不通となる[7]。
  - 7月4日：不通区間で代行バスが運行開始[8]。

### 駅名の由来
地名「コトイ」に由来し、難読駅名として様々なメディアで取上げられる。地名の由来は、牝牛の意味を示す方言の「コトイ」から取ったと言う説と、日本海に面した小さな入り江を示す「琴江」から取ったと言う説があるほか、「重荷を負う強健な牛」の意から来たとも言われる。

## 駅構造

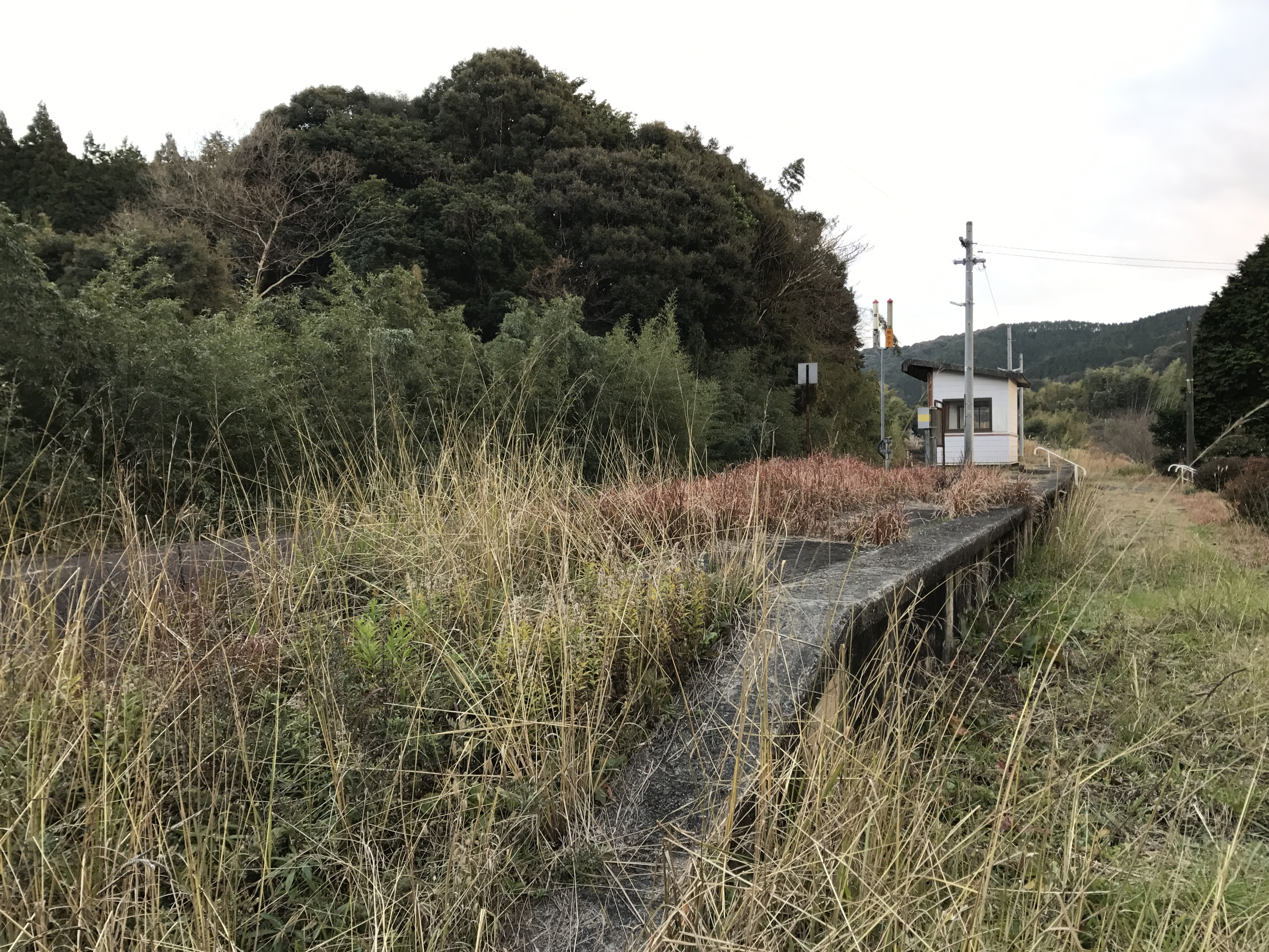
旧下り線側（2017年1月）

小串方面に向かって右側に単式ホーム1面1線を有する地上駅（停留所）。棒線駅のため、小串方面行・長門市方面行双方が同一ホームより発車する。以前は交換可能駅であったが1970年頃に棒線駅化された。駅舎からホームへは数段の階段を登り、旧下り線線路敷跡を渡り、更に島式ホームの階段を上る。ホームには扉の無い待合室がある。木造駅舎を備える。
長門鉄道部管理の簡易委託駅。道路挟んで向かい側の建物で切符（常備券のみ）を委託販売している。

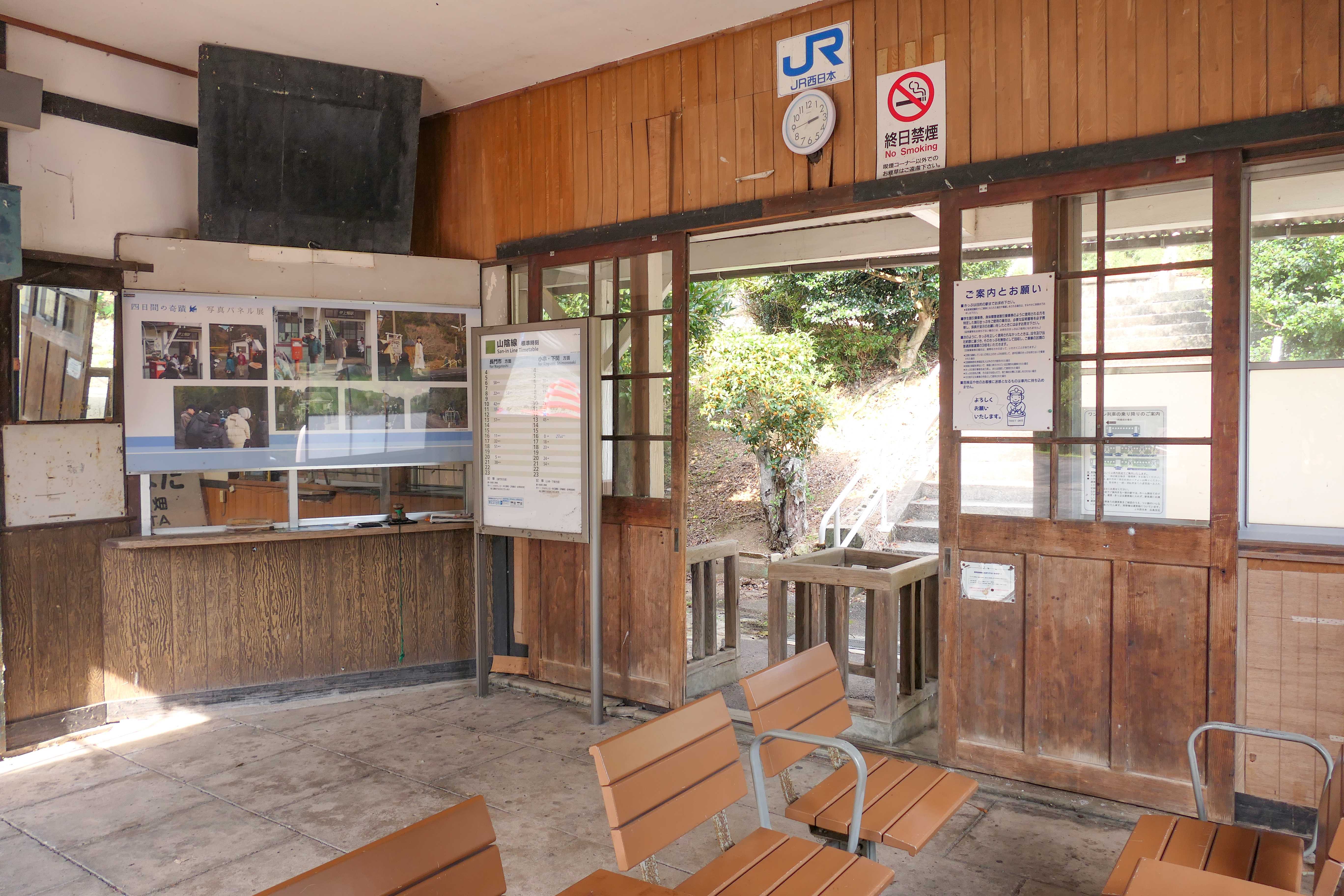
駅舎内（2022年10月）
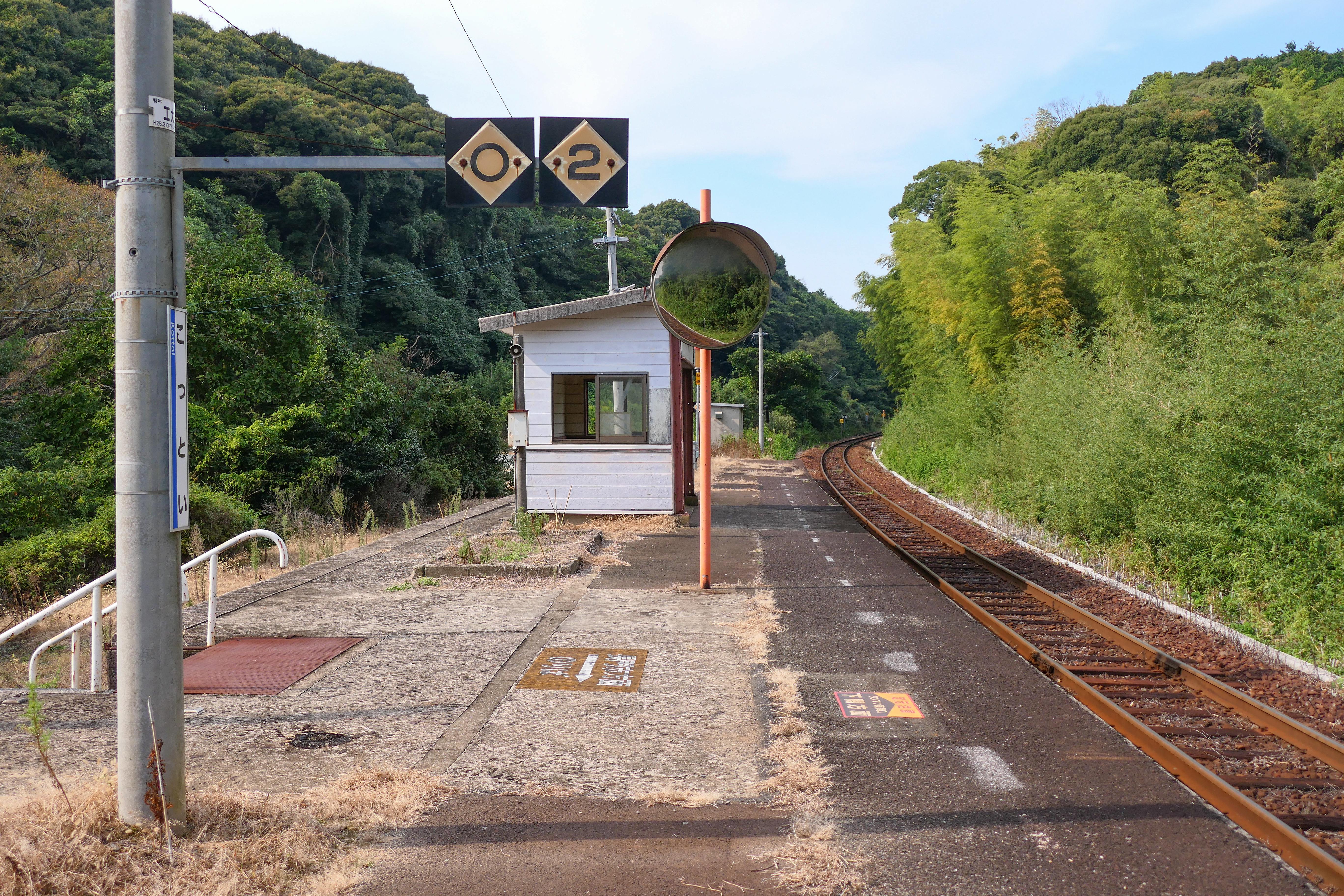
ホーム（2022年10月）
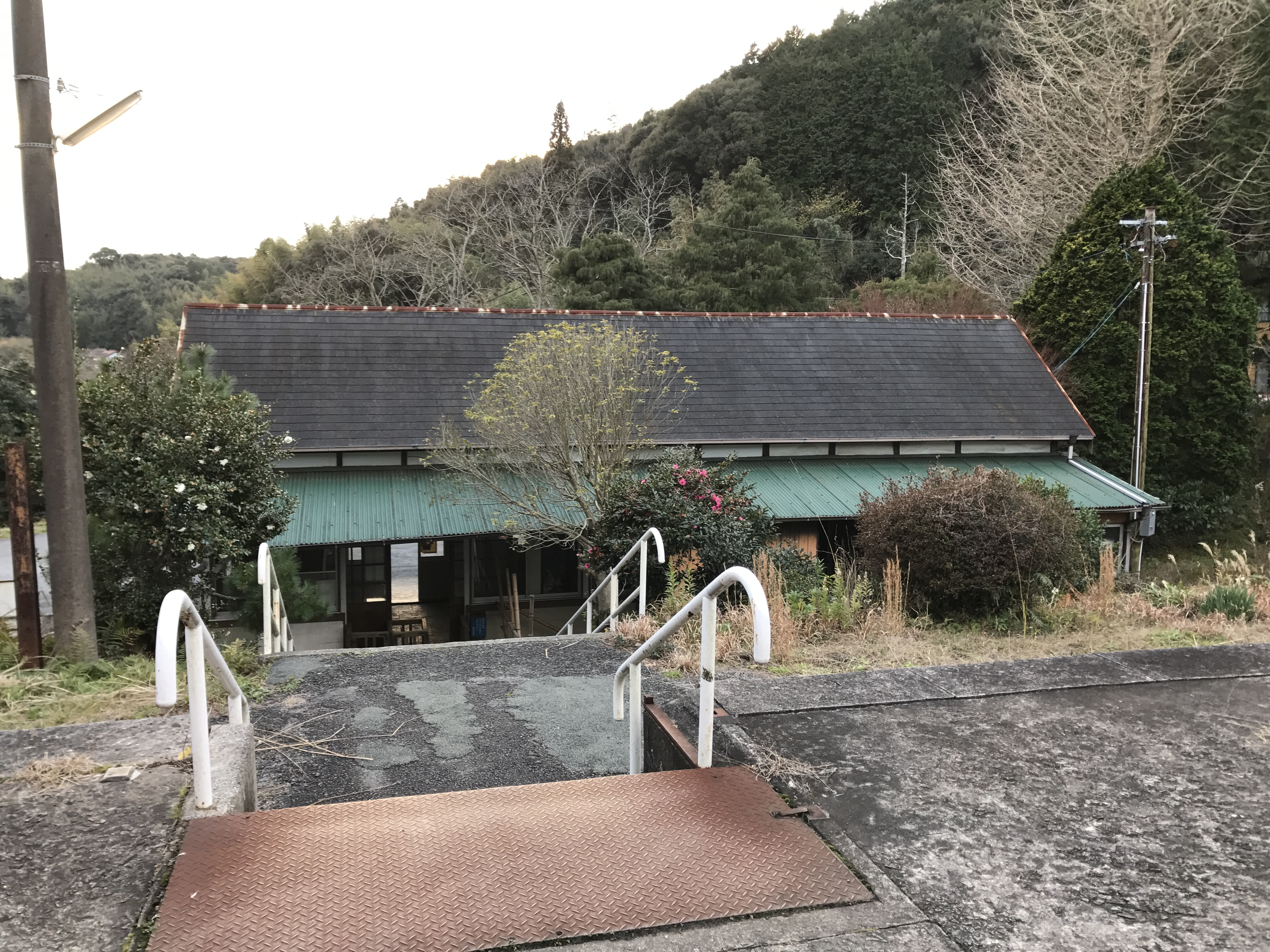
駅舎とホーム間には階段が設置されている（2017年1月）

## 利用状況
近年の1日平均乗車人員の推移は以下の通り。2023年の1日当たりの利用者数は12人、年間利用客数は2191 人である。
なお2023年6月30日の大雨により、現在も不通状態にある。
| 乗車人員推移 | 乗車人員推移 |
| 年度         | 1日平均人数  |
| ------------ | ------------ |
| 1999         | 105          |
| 2000         | 91           |
| 2001         | 63           |
| 2002         | 64           |
| 2003         | 67           |
| 2004         | 58           |
| 2005         | 53           |
| 2006         | 41           |
| 2007         | 32           |
| 2008         | 36           |
| 2009         | 31           |
| 2010         | 34           |
| 2011         | 28           |
| 2012         | 29           |
| 2013         | 24           |
| 2014         | 23           |
| 2015         | 16           |
| 2016         | 19           |
| 2017         | 14           |
| 2018         | 15           |
| 2019         | 10           |
| 2020         | 7            |
| 2021         | 6            |
| 2022         | 7            |
| 2023         | 6            |

## 駅周辺
下関市豊北町の北西部に位置する。駅は内陸部にあり、斜面上の集落のかなり高いところに位置している。駅前は国道435号が通っており、当駅より北側では山陰本線より西側に分かれ、南側では山陰本線に並行している。駅の近辺は田畑や民家が点在する小集落で、観光地・大規模施設などは無い。駅名と同名の特牛集落（大字神田特牛）・特牛漁港は当駅前から国道435号を約3km北西に進んだ海沿いにある。なお、当駅は角島への最寄り駅でもある。角島へは特牛漁港から国道191号（北浦街道）・山口県道275号島戸港線を北上したところにある角島大橋を通ると行くことが出来る。
- 国道435号
- 角倉山

### バス路線
駅前にブルーライン交通の特牛駅バス停がある。特牛集落・角島大橋を経由して当駅と角島を結ぶ路線がある。角島大橋の架橋以前は角島への町営渡船乗り場であった肥中港・島戸港と当駅を結んでいた。また、豊北町中心部・豊田町中心部への路線もある。
- 特牛港・肥中・島戸・角島方面
- 豊北中学校・豊北総合支所・滝部駅・一の俣温泉・豊田町西市方面

## エピソード

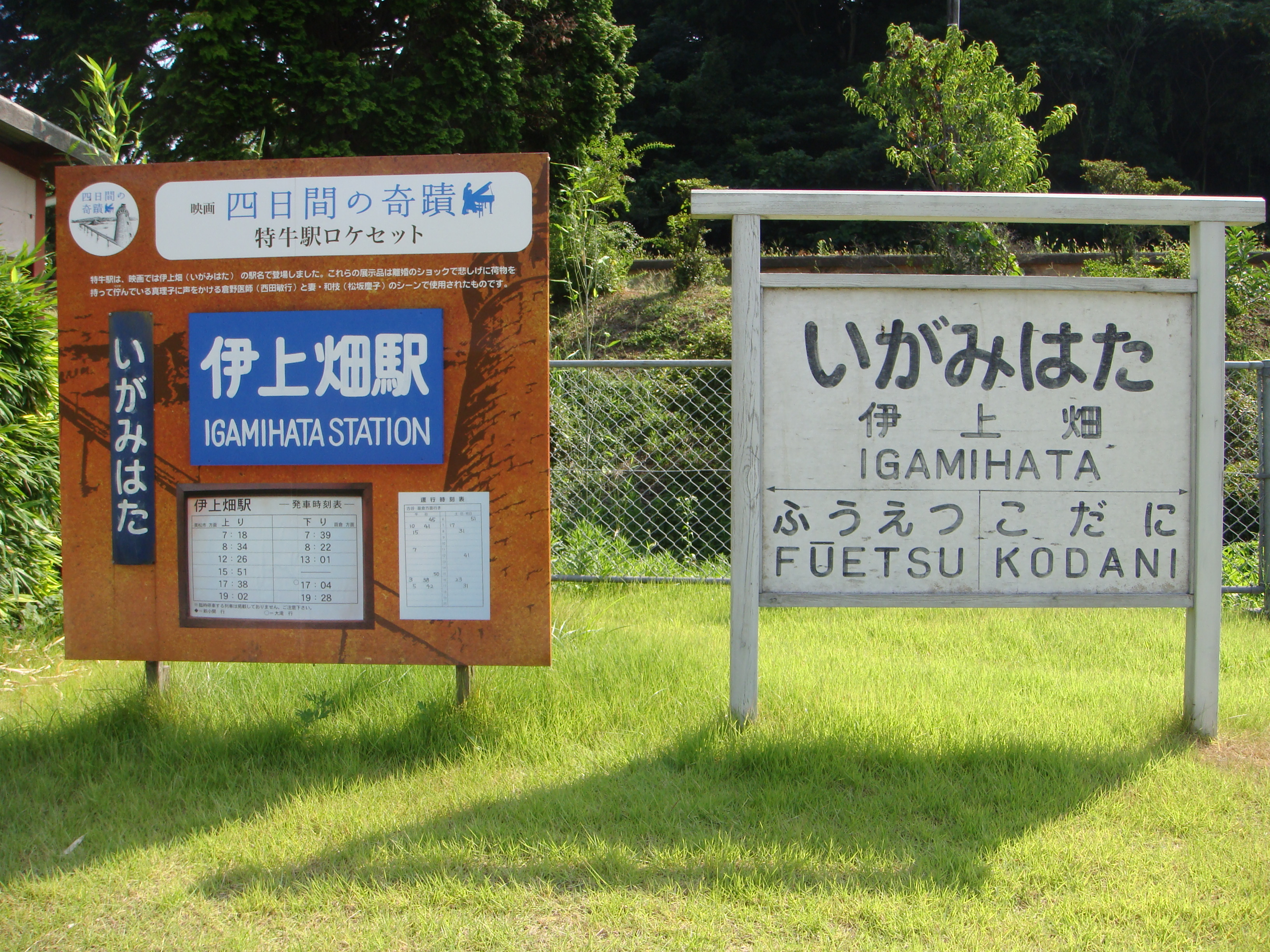
映画の撮影に使用された看板等（※2017年現在撤去済）

近隣にある角島を主な撮影地として制作され2005年に公開された映画『四日間の奇蹟』では、「伊上畑駅」（）として登場する。前夫・則幸と離婚した真理子（石田ゆり子）が失意のうちにホームから飛び込もうとした際、倉野順次（西田敏行）・和枝（松坂慶子）夫妻に声を掛けられ正気に戻る回想シーンに使用された。

## 隣の駅
西日本旅客鉄道（JR西日本）
■山陰本線
阿川駅 - 特牛駅 - 滝部駅